# Евсевий (Рождественский)
Архиепископ Евсе́вий (в миру Евге́ний Петро́вич Рожде́ственский; 22 декабря 1886  [3 января 1887], Питим, Тамбовская губерния — 5 ноября 1937, Темиртау, Новосибирская область) — епископ Русской православной церкви, архиепископ Шадринский, викарий Свердловской епархии, кандидат богословия.

## Биография
Евгений Рождественский родился 22 декабря 1886 (3 января 1887) года в семье священника в селе Питим Моршанского уезда Тамбовской губернии, ныне село входит в Липовский сельсовет Пичаевского района Тамбовской области.
В 1901 году окончил 2-е Тамбовское духовное училище по I разряду.
В 1907 году окончил Тамбовскую духовную семинарию.

### Монах
11 (24) октября 1908 года пострижен в монашество, с 7 (20) декабря 1908 года — иеродиакон, с 1911 года — иеромонах.
В 1911 году окончил Казанскую духовную академию со степенью кандидата богословия (тема кандидатской работы — «Апокалипсис св. Апостола Иоанна Богослова и его историческая судьба при свете древне-христианской письменности». Был профессорским стипендиатом академии. Его духовником во время учёбы в академии был преподобный Гавриил (Зырянов).
Был и. д. доцента на 1-й кафедре Священного Писания Ветхого Завета Казанской духовной академии, преподавал Священное Писание Нового Завета. Являлся членом Комитета «Казанского Общества Трезвости». 8 (21) декабря 1917 уволен по болезни с духовно-учебной службы.
Насельник Московского Данилова монастыря. 7 (20) апреля 1919 года возведён в сан архимандрита.

### Архиерей
15 (28) марта 1920 года рукоположён в сан епископа Яранского, викария Вятской епархии. Хиротонию совершали Патриарх Тихон, митрополит Владимирский Сергий (Страгородский) и епископ Алатырский Гурий (Степанов), временно управлявший Вятской епархией).
С 19 октября (1 ноября) 1920 года — временный управляющий Вятской епархией.
3 (16) декабря 1920 года он был перемещён на Уржумскую кафедру, в то же время сохраняя обязанности по временному управлению Вятской епархией.
Однако в Уржум он не поехал, а вместо этого развернул в Вятке кампанию в поддержку своей кандидатуры на возможных предстоящих выборах епархиального архипастыря, чем внёс смуту среди духовенства и верующих.
Позднее Евсевий всё же выехал в Уржум и жил там, о чём есть упоминание в газете «Вятская правда» за январь 1921 года. Однако он направил прошение даже в Священный Синод об освобождении его от управления названой епархией. Синод постановил 9 (22) января 1921 года прошение удовлетворить и поручить таковое управление епископу Виктору (Островидову), о чём тот был извещён.
В 1921—1926 годы — епископ Ейский, викарий Кубано-Черноморской епархии.
В конце 1921 года прибыл в Краснодар, совершал богослужения Рождественского сочельника в Екатерининском кафедральном соборе. В январе 1922 года епископ Евсевий прибыл в Ейск. Несмотря на позднее ночное время, долгожданного архиерея на вокзале торжественно встречало духовенство и многочисленные прихожане с крестами и хоругвями. О настроениях городских верующих этого времени участники тех событий вспоминали: «Его в Ейске ждали в продолжении 15 лет, хотелось особенно посмотреть, как ходит епископ по орлецам и как держит трикирии и дикирии». Преосвященный проживал в самом Ейске на квартире у благочестивой женщины Воротынцевой. Статус викарного епископа предполагал ограничение в полномочиях и зависимость от управляющего епархией, поэтому у епископа Евсевия отсутствовала собственная канцелярия. В административных делах ему помогал личный секретарь священник И.Голубятников.
В связи с началом кампании по изъятию церковных ценностей 1922 года по инициативе епископа Евсевия в храмах викариатства проводился сбор средств для помощи голодающим, сам он неоднократно выступал с проповедями, в которых призывал верующих «помочь своему брату — христианину, исполняя великий долг христианской любви». В Ейске работа комиссий по изъятию началась в середине апреля 1922 г. Во время изъятия ценностей из Михайловского кафедрального собора 5 мая толпа верующих, состоящая преимущественно из женщин, потребовала не трогать церковную утварь, сорвав работу комиссии. К собравшимся вышел епископ Евсевий и сообщил, что комиссия забирает не все предметы утвари, но его слова не возымели действия. В результате изъятие было перенесено на другой день, а толпу разогнали с помощью военной силы. Обращает на себя внимание, что в первых и последующих сообщениях в периодической печати о событиях в Ейске имя епископа Евсевия как организатора восстания не фигурирует.
25 декабря 1922 года арестован в Ейске по обвинению в противодействии изъятию церковных ценностей в пользу голодающих Поволжья. 4 января арестованы его ближайшие сторонники из духовенства и мирян. Переведён в Краснодар, вины не признал. С января по март 1923 в камере ГПУ, лишь в начале апреля арестованных перевели в городскую тюрьму на окраине Краснодара. Многочисленные верующие тихоновских приходов не оставляли архиерея и регулярно передавали в тюрьму необходимые продукты. С 27 марта по 23 апреля 1923 года проходили заседания областного суда по сфальсифицированному делу ейского епископа, каждое из которых освещалось областной газетой в издевательских заметках. Этот судебный процесс стал одним из многих провинциальных судов по «патриаршему» делу. 23 апреля 1923 года после 23-дневных заседаний областной суд признал епископа Евсевия виновным в антисоветской агитации и контрреволюционной деятельности и приговорил к семи годам заключения со строгой изоляцией.
Срок заключения отбывал в Иркутске, амнистирован. В порядке частичной амнистии ВЦИК этот срок наказания был заменен сроком 3,5 года. 5 декабря 1925 года был досрочно освобождён.
В феврале — ноябре 1926 года — епископ Нижнеудинский, временно управляющий Иркутской епархией. В сентябре 1926 года епископ Евсевий подал прошение о выходе на покой.
22 ноября (5 декабря) 1926 года назначен епископом Забайкальским и Нерчинским. Епископ Евсевий настаивал, что пребывает на покое и занять Читинскую кафедру не может, но 22 октября (4 ноября) 1927 года прибыл в Читу и приступил к управлению епархией.
27 февраля (12 марта) 1930 года архиерейский титул был сменён на епископа Читинского и Забайкальского.
27 марта (9 апреля) 1930 года возведён в сан архиепископа.
С 3 (16) апреля 1930 года — архиепископ Шадринский, управляющий Свердловской епархией. Служил в Вознесенской церкви Свердловска.
29 октября 1930 года ввиду окончания сессии был уволен от присутствия во Временном Священном Синоде при заместителе патриаршего местоблюстителя. Переехал в Свердловск, затем в Мариинск.
С декабря 1930 года ввиду ареста епархией более не управлял. Дата увольнения на покой неизвестна.
Был немногословным человеком, строгим в вопросах церковной дисциплины, противником небрежного отношения к богослужениям. Сторонник церковной политики Заместителя Патриаршего местоблюстителя митрополита Сергия (Страгородского), в своих циркулярных распоряжениях призывал священнослужителей епархии не предпринимать действий, которые могли бы быть истолкованы властями как «антисоветские».

### Арест, лагерь, гибель
В декабре 1930 был арестован, обвинён в руководстве «контрреволюционной монархической организацией». Главой организации был объявлен архиепископ Евсевий. По требованию Читинского оперсектора ОГПУ 22 января 1931 года был арестован в Мариинске и 7 февраля 1931 года отправлен по этапу в Читу. На следствии отказался признать свою вину. Во время очной ставки архиерея с завербованным ОГПУ сыном казненного протоирея Николая Любомудрова Серафимом признал лишь то, что якобы слышал о существовании некой подпольной антисоветской организации, но в деятельности ее участия не принимал. Давал показания таким образом, чтобы не давать повода для репрессий в отношении других людей.
17 ноября 1931 года постановлением Особой тройки полномочного представительства ОГПУ по Восточно-Сибирскому краю приговорён к десяти годам лишения свободы. Срок заключения отбывал в Сиблаге. Проживал в Мариинске в совхозе N 3 1-го отделения Сиблага ОГПУ. С апреля 1932 года отбывал срок заключения в Ахпунском отделеннии Сиблага. Был занят на строительстве Горно-Шорской железной дороги.
17 июля 1937 года в Юргинском ОЛП по ст.58-10, 58-11 УК РСФСР было заведено новое следственное дело на архиепископа Евсевия (Рождественского Евгения Петровича), игумена Кирилла (Зеленина), священника Гуреева Максима Георгиевича, иеромонаха Кирилла (Зимина Дмитрия Логиновича), Андреева Бориса Александровича, Бокурского Владимира Александровича, Колосова Емельяна Михайловича. Они были обвинены в том, что «Отбывая место заключения в Юргинском ОЛП, находясь в общих бараках, объединились в к/р поповскую группу и открыто вели к/р разговоры против Советской власти, вели среди заключенных к/р агитацию, распространяли провокационные слухи о падении Советской власти…».
С августа 1937 года работал на руднике Темир-Тау III Ахпунского отделения Сиблага НКВД.
16 сентября 1937 года арестован по обвинению в создании «офицерско-поповской контрреволюционной фашистско-повстанческой организации», которой он руководил вместе с обновленческим митрополитом Александром Медведевым
28 октября 1937 года постановлением Особой тройки УНКВД по Новосибирской области как глава офицерско-поповской контрреволюционной фашистской организации за систематическую контрреволюционную фашистскую агитацию приговорён к расстрелу по ст. 58-10 ч.2, 58-11 УК РСФСР.
5 ноября 1937 года расстрелян (или в Ахпунском отделении Сиблага НКВД, или на руднике Темир-Тау III Ахпунского отделения Сиблага НКВД (Горно-Шорский национальный район Новосибирской области), или в Новосибирске). Место погребения не известно.
Реабилитирован 20 мая 1957 года Президиумом Кемеровского облсуда и 31 марта 1989 года прокуратурой Читинской области.
Причислен в 1981 году Русской Православной Церковью Заграницей к лику святых новомучеников и исповедников Российских.

## Сочинения
- «Апокалипсис св. Ап. Иоанна Богослова и его историческая судьба при свете древне-христианской письменности». (Кандидатское сочинение). «Прав. Собес.» 1911, декабрь, с. 31.
- Отзыв на этот труд см. «Прав. Собес.» 1914, май, с. 281, 285—293.
- «Голгофа в жизни Иисуса Христа и его учеников». (Слово в Пяток первой седмицы Великого поста при воспоминании страстей Христовых). «Прав. Собес.» 1913, апрель, с. 9-12.
- «О назначении духовного опыта для богословской науки». «Прав. Собес.» 1913, ноябрь, с. 565—570.
- «Памяти кончины профессора М. И. Богословского». «Прав. Собес.» 1915, октябрь, ноябрь, декабрь, 1916, май-июнь, июль-август, сентябрь-октябрь.

### Отзывы на сочинения
- Петра (Образцова). «Значение аскетического начала в пастырской практике». "Прав. Собес. 1916, июль-август, с. 279—282.
- Феодора (Моисеева). «Человек в состоянии падения и возрождения по сочинениям епископа Феофана». «Прав. Собес.» 1916, май-июнь, с. 255—261.